# Tour Auvergne-Rhône-Alpes
Il Tour Auvergne-Rhône-Alpes, conosciuto fino al 2025 come Giro del Delfinato (in francese Critérium du Dauphiné), è una corsa a tappe maschile di ciclismo su strada che si svolge annualmente nella regione dell'Alvernia-Rodano-Alpi, nel sud-est della Francia. Si corre nell'arco di una settimana e inizia in genere quattro settimane prima del Tour de France. Dal 2005 al 2008 è stata inserita nel calendario UCI ProTour, dal 2009 è valida invece come gara del calendario mondiale UCI/UCI World Tour.

## Storia

Logo in uso fino al 2025, prima del cambio di nome.

Nel 1947, dopo la seconda guerra mondiale, quando il ciclismo faceva parte, con la boxe, degli sport più popolari in Francia, Georges Cazeneuve, membro del consiglio d'amministrazione del giornale Le Dauphiné libéré, decise di creare e organizzare una nuova gara. La chiamò Critérium du Dauphiné Libéré: si trattava di una prova ciclistica a tappe attraverso la regione storica del Delfinato nel sud-est della Francia, da correre nel mese di giugno, alcune settimane prima del Tour de France.
Negli anni 1969 e 1970 la corsa si tenne con la denominazione di Circuit des Six Provinces, per riprendere il consueto nome dal 1971. Cazeneuve rimase direttore della corsa fino al 1980 e creò contemporaneamente la Sei giorni di Grenoble (prova di ciclismo su pista). Marcel Patouillard gli succedette a partire dal 1981, e lasciò il posto sette anni dopo a Thierry Cazeneuve (nipote di Georges). Dal 2010 il direttore è l'ex ciclista professionista Bernard Thévenet.
Dato il particolare percorso, con tappe montuose, ascese di grandi colli e arrivi in salita, il Critérium du Dauphiné è considerato un'ottima prova di preparazione al Tour de France. Dalla sua creazione, numerosi campioni si sono aggiudicati il successo finale. È la sola prova vinta da tutti i vincitori di cinque Tour de France, Jacques Anquetil, Eddy Merckx, Bernard Hinault e Miguel Indurain. Dodici corridori sono riusciti a conquistare entrambe le corse nello stesso anno: Louison Bobet nel 1955, Jacques Anquetil nel 1963, Eddy Merckx nel 1971, Luis Ocaña nel 1973, Bernard Thévenet nel 1975, Bernard Hinault nel 1979 e 1981, Miguel Indurain nel 1995, Bradley Wiggins nel 2012, Chris Froome nel 2013, 2015 e 2016, Geraint Thomas nel 2018, Jonas Vingegaard nel 2023 e Tadej  Pogačar nel 2025.
Dal 2005 al 2008 la gara ha fatto parte del calendario UCI ProTour; nel 2009 è stata inserita nel calendario mondiale UCI, mentre dal 2011 è parte del calendario dell'UCI World Tour. Nel 2010 la gara ha mutato denominazione: il gruppo editoriale proprietario del Dauphiné libéré ha infatti scelto di delegare l'organizzazione della competizione all'Amaury Sport Organisation, con la volontà di vendere la prova a questa società. Non essendo più legata al quotidiano regionale, la gara ha così cambiato nome, diventando semplicemente Critérium du Dauphiné.
Il 16 giugno 2025 Fabrice Pannekoucke (presidente del consiglio dell'Alvernia-Rodano-Alpi) e Christian Prudhomme hanno annunciato che, a partire dall'edizione 2026, il Critérium du Dauphiné cambierà nome in Tour Auvergne-Rhône-Alpes, per riflettere il sostegno che la regione ha dato alla corsa negli ultimi anni.

## Maglie
I leader delle diverse classifiche vestono durante la gara particolari maglie distintive.
- la maglia gialla per il leader della classifica generale;
- la maglia verde per il leader della classifica a punti;
- la maglia blu a pois bianchi per il leader della classifica degli scalatori;
- la maglia bianca per il leader della classifica giovani (riservata ai ciclisti di età inferiore a 25 anni).

## Albo d'oro
Aggiornato all'edizione 2025.
| Anno    | Vincitore            | Secondo              | Terzo                    |
| ------- | -------------------- | -------------------- | ------------------------ |
| 1947    | Edward Klabiński     | Gino Sciardis        | Fermo Camellini          |
| 1948    | Edouard Fachleitner  | Paul Giguet          | Jean Robic               |
| 1949    | Lucien Lazaridès     | Jean Robic           | Fermo Camellini          |
| 1950    | Nello Lauredi        | Apo Lazaridès        | Jean Diederich           |
| 1951    | Nello Lauredi        | Antonin Rolland      | Lucien Lazaridès         |
| 1952    | Jean Dotto           | Nello Lauredi        | Jean Le Guilly           |
| 1953    | Lucien Teisseire     | Charly Gaul          | Jean Robic               |
| 1954    | Nello Lauredi        | Jean-Pierre Schmitz  | Pierre Molinéris         |
| 1955    | Louison Bobet        | Roger Walkowiak      | Marcel De Mulder         |
| 1956    | Alex Close           | Antonin Rolland      | Fernand Picot            |
| 1957    | Marcel Rohrbach      | René Privat          | Jean-Pierre Schmitz      |
| 1958    | Louis Rostollan      | Francis Pipelin      | Jean-Pierre Schmitz      |
| 1959    | Henry Anglade        | Raymond Mastrotto    | Roger Rivière            |
| 1960    | Jean Dotto           | Raymond Mastrotto    | Gérard Thielin           |
| 1961    | Brian Robinson       | Raymond Mastrotto    | François Mahé            |
| 1962    | Raymond Mastrotto    | Hans Junkermann      | Raymond Poulidor         |
| 1963    | Jacques Anquetil     | José Pérez Francés   | Fernando Manzaneque      |
| 1964    | Valentín Uriona      | Raymond Poulidor     | Esteban Martin           |
| 1965    | Jacques Anquetil     | Raymond Poulidor     | Karl-Heinz Kunde         |
| 1966    | Raymond Poulidor     | Carlos Echeverría    | Francisco Gabica         |
| 1967-68 | non disputato        | non disputato        | non disputato            |
| 1969    | Raymond Poulidor     | Ferdinand Bracke     | Roger Pingeon            |
| 1970    | Luis Ocaña           | Roger Pingeon        | Herman Van Springel      |
| 1971    | Eddy Merckx          | Luis Ocaña           | Bernard Thévenet         |
| 1972    | Luis Ocaña           | Bernard Thévenet     | Lucien Van Impe          |
| 1973    | Luis Ocaña           | Bernard Thévenet     | Joop Zoetemelk           |
| 1974    | Alain Santy          | Raymond Poulidor     | Jean-Pierre Danguillaume |
| 1975    | Bernard Thévenet     | Francesco Moser      | Joop Zoetemelk           |
| 1976    | Bernard Thévenet     | Vicente López Carril | Raymond Delisle          |
| 1977    | Bernard Hinault      | Bernard Thévenet     | Lucien Van Impe          |
| 1978    | Michel Pollentier    | Mariano Martínez     | Francisco Galdós         |
| 1979    | Bernard Hinault      | Henk Lubberding      | Francisco Galdós         |
| 1980    | Johan van der Velde  | Raymond Martin       | Joaquim Agostinho        |
| 1981    | Bernard Hinault      | Joaquim Agostinho    | Greg LeMond              |
| 1982    | Michel Laurent       | Jean-René Bernaudeau | Pascal Simon             |
| 1983    | Greg LeMond          | Robert Millar        | Robert Alban             |
| 1984    | Martín Ramírez       | Bernard Hinault      | Greg LeMond              |
| 1985    | Phil Anderson        | Steven Rooks         | Pierre Bazzo             |
| 1986    | Urs Zimmermann       | Ronan Pensec         | Joop Zoetemelk           |
| 1987    | Charly Mottet        | Henry Cárdenas       | Ronan Pensec             |
| 1988    | Luis Herrera         | Niki Rüttimann       | Charly Mottet            |
| 1989    | Charly Mottet        | Robert Millar        | Thierry Claveyrolat      |
| 1990    | Robert Millar        | Thierry Claveyrolat  | Álvaro Mejía             |
| 1991    | Luis Herrera         | Laudelino Cubino     | Tony Rominger            |
| 1992    | Charly Mottet        | Luc Leblanc          | Gianni Bugno             |
| 1993    | Laurent Dufaux       | Oliverio Rincón      | Éric Boyer               |
| 1994    | Laurent Dufaux       | Ronan Pensec         | Artūras Kasputis         |
| 1995    | Miguel Indurain      | Chris Boardman       | Vicente Aparicio         |
| 1996    | Miguel Indurain      | Tony Rominger        | Richard Virenque         |
| 1997    | Udo Bölts            | Abraham Olano        | Jean-Cyril Robin         |
| 1998    | Armand de Las Cuevas | Miguel Ángel Peña    | Andrej Teterjuk          |
| 1999    | Aleksandr Vinokurov  | Jonathan Vaughters   | Wladimir Belli           |
| 2000    | Tyler Hamilton       | Haimar Zubeldia      | Lance Armstrong          |
| 2001    | Christophe Moreau    | Pavel Tonkov         | Benoît Salmon            |
| 2002    | Lance Armstrong      | Floyd Landis         | Christophe Moreau        |
| 2003    | Lance Armstrong      | Iban Mayo            | David Millar             |
| 2004    | Iban Mayo            | Tyler Hamilton       | Óscar Sevilla            |
| 2005    | Iñigo Landaluze      | Santiago Botero      | Levi Leipheimer          |
| 2006    | Levi Leipheimer      | Christophe Moreau    | Bernhard Kohl            |
| 2007    | Christophe Moreau    | Cadel Evans          | Andrej Kašečkin          |
| 2008    | Alejandro Valverde   | Cadel Evans          | Levi Leipheimer          |
| 2009    | Alejandro Valverde   | Cadel Evans          | Alberto Contador         |
| 2010    | Janez Brajkovič      | Alberto Contador     | Tejay van Garderen       |
| 2011    | Bradley Wiggins      | Cadel Evans          | Aleksandr Vinokurov      |
| 2012    | Bradley Wiggins      | Michael Rogers       | Cadel Evans              |
| 2013    | Chris Froome         | Richie Porte         | Daniel Moreno            |
| 2014    | Andrew Talansky      | Alberto Contador     | Jurgen Van Den Broeck    |
| 2015    | Chris Froome         | Tejay van Garderen   | Rui Costa                |
| 2016    | Chris Froome         | Romain Bardet        | Daniel Martin            |
| 2017    | Jakob Fuglsang       | Richie Porte         | Daniel Martin            |
| 2018    | Geraint Thomas       | Adam Yates           | Romain Bardet            |
| 2019    | Jakob Fuglsang       | Tejay van Garderen   | Emanuel Buchmann         |
| 2020    | Daniel Martínez      | Thibaut Pinot        | Guillaume Martin         |
| 2021    | Richie Porte         | Aleksej Lucenko      | Geraint Thomas           |
| 2022    | Primož Roglič        | Jonas Vingegaard     | Ben O'Connor             |
| 2023    | Jonas Vingegaard     | Adam Yates           | Ben O'Connor             |
| 2024    | Primož Roglič        | Matteo Jorgenson     | Derek Gee                |
| 2025    | Tadej Pogačar        | Jonas Vingegaard     | Florian Lipowitz         |

## Statistiche

### Vittorie per nazione
Aggiornato al 2025
| Pos.          | Paese         | Vittorie |
| ------------- | ------------- | -------- |
| 1             | Francia       | 30       |
| 2             | Spagna        | 10       |
| 3             | Gran Bretagna | 8        |
| 4             | Colombia      | 4        |
| 4             | Slovenia      | 4        |
| 6             | Stati Uniti   | 3        |
| 6             | Belgio        | 3        |
| 6             | Svizzera      | 3        |
| 6             | Danimarca     | 3        |
| 10            | Australia     | 2        |
| 11            | Polonia       | 1        |
| 11            | Paesi Bassi   | 1        |
| 11            | Germania      | 1        |
| 11            | Kazakistan    | 1        |
| Non Assegnati | Non Assegnati | 3        |